# Parafia Najświętszej Maryi Panny Królowej Świata w Osieku
Parafia Najświętszej Maryi Panny Królowej Świata w Osieku – parafia rzymskokatolicka, znajdująca się w diecezji sosnowieckiej, w dekanacie olkuskim.